# Чавдар Стойчевски
Чавдар Аспарухов Стойчевски е български телевизионен журналист.
Роден е на 24 януари 1944 година. Завършва биология в Софийския университет „Климент Охридски“ и от 1971 година работи в Българската телевизия. От 1984 до 1994 година е водещ на младежкото предаване „Час по всичко“, а след това продуцира предаванията „Добър ден, България“ (1994 – 1996) и „ТВ неделник“ (след 1998).
Чавдар Стойчевски умира от рак на 16 декември 2016 година.